# Teqball vid europeiska spelen 2023
Teqball vid europeiska spelen 2023 avgjordes mellan 28 juni och 1 juli 2023 i Rynek Główny i Kraków i Polen. Det var första upplagan av teqball i europeiska spelen.

## Medaljörer
| Gren       | Guld                              | Silver                                | Brons                               |
| Herrsingel | Apor Györgydeák (ROU)             | Adrian Duszak (POL)                   | Hugo Rabeux (FRA)                   |
| Damsingel  | Kinga Barabasi (ROU)              | Amélie Julian (FRA)                   | Nanna Lind Kristensen (DEN)         |
| Herrdubbel | Ungern Csaba Bányik Balázs Katz   | Serbien Bogdan Marojević Nikola Mitro | Polen Adrian Duszak Marek Pokwap    |
| Damdubbel  | Ungern Zsanett Janicsek Lea Vasas | Rumänien Katalin Dako Kinga Barabasi  | Polen Alicja Bartnicka Ewa Kamińska |
| Mixdubbel  | Ungern Balázs Katz Lea Vasas      | Serbien Nikola Mitro Maja Umićević    | Polen Marek Pokwap Alicja Bartnicka |

## Medaljtabell
*   Värdland ( Polen)
| Nr                  | Nation              | Guld | Silver | Brons | Totalt |
| ------------------- | ------------------- | ---- | ------ | ----- | ------ |
| 1                   | Ungern              | 3    | 0      | 0     | 3      |
| 2                   | Rumänien            | 2    | 1      | 0     | 3      |
| 3                   | Serbien             | 0    | 2      | 0     | 2      |
| 4                   | Polen*              | 0    | 1      | 3     | 4      |
| 5                   | Frankrike           | 0    | 1      | 1     | 2      |
| 6                   | Danmark             | 0    | 0      | 1     | 1      |
| Totalt (6 nationer) | Totalt (6 nationer) | 5    | 5      | 5     | 15     |